# Moritz Litten
Moritz Litten (ur. 10 sierpnia 1845 w Elbing, zm. 31 maja 1907 w Liebensteinie) – niemiecki lekarz. 

## Życiorys
Studiował w Heidelbergu, Marburgu i Berlinie, doktoryzował się w 1868. Następnie przedsięwziął dwuletnią Studienreise, odwiedzając kliniki w Wiedniu, Pradze, Paryżu, Londynie i Edynburgu. Od 1872 do 1876 roku w Szpitalu Wszystkich Świętych (Allerheiligen-Hospital) we Wrocławiu, częściowo jako asystent Juliusa Friedricha Cohnheima, częściowo jako asystent na oddziale chorób wewnętrznych. Potem od 1876 do 1882 w berlińskiej Klinice Charité u Friedricha Theodora von Frerichsa jako Oberarzt. W 1876 roku w Berlinie habilitował się i został privatdozentem, od 1884 roku profesor tytularny.
Jego teściem był patolog Ludwig Traube (1818–1876).

## Dorobek naukowy
Jako pierwszy opisał krwotok do ciała szklistego w związku z krwawieniem podpajęczynówkowym. W 1881 roku opisał ten objaw. Kilka lat później został on opisany przez francuskiego lekarza Alberta Tersona, i znany jest dzisiaj jako zespół Tersona. W 1880 roku Litten przedstawił jeden z pierwszych opisów zatoru paradoksalnego, u pacjenta operowanego w znieczuleniu ogólnym. Wybroczyny siatkówki towarzyszące infekcyjnemu zapaleniu wsierdzia, znane jako plamki Rotha, dawniej były określane jako objaw Littena.

### Wybrane prace
- Uleus ventriculi tuberculosum. 1876
- Coloboma choriodeae et retinae inferius circumscriptum. 1876
- Untersuchungen über den hämorrhagischen Infarct und über die Einwirkung arterieller Anämie auf das lebende Gewebe (Ztschr. f. klin. Med., Eröffnungsheft)
- Über die septischen Erkrankungen
- Die Scarlatina und ihre Complicationen
- Über die Vergiftungen mit Schwefelsäure
- Beiträge zu dem Klinischen Handbuch der Harn- und Sexualorgane(Bd. 1 und 2 von Zülzer-Oberländer, 1894)
- Die Behandlung der Bluterkrankungen (Handb der Therapie von Penzoldt und Stintzing, Jena)
- Die Krankheiten der Milz und die haemorrhagischen Diathesen (Spez. Pathol. und Therapie von Nothnagel VIII 3. Teil 1898)
- Der Nachweis von der Fühlbarkeit der Nieren und deren normale respiratorische Beweglichkeit
- Auf dem Gebiete der Unfallerkrankungen beschrieb er zuerst 1882 die Contusionpneumonie (Zeitschr. f. kl. Med. V)